# Emmanuel Collard
Emmanuel Collard, född den 3 april 1971 i Arpajon, Frankrike, är en fransk racerförare.

## Racingkarriär
Collard blev åtta i formel 3000 1992, efter en pallplats. Han tog en pallplats även 1993, men avslutade sedan sin formelbilskarriär till förmån för GT och sportvagnar. 1994 gjorde Collard sin debut i Porsche Supercup, och nådde en andraplacering i mästerskapet, vilket han följde upp med en tredjeplats 1995 och genom att sedermera vinna titeln 1996. Han hade efter det några års uppehåll från internationell racing, innan han 2000 comeback i LMP-klassen i ALMS. Han vann sedan ett par tävlingar i FIA GT:s N-GT-klass under 2002 och 2003, innan han nådde stora framgångar 2004, då han nästan vann titeln tillsammans med Stéphane Ortelli. 2005 och 2006 nådde Collard stora framgångar i Le Mans Series tillsammans med Pescarolo Sport och medföraren Jean-Christophe Boullion. Duon vann titlarna de bägge säsongerna, och han blev dessutom tvåa i Le Mans 24-timmars 2005. Han blev sedermera fabriksförare för Porsche, och han lånades ut till Scuderia Italia i deras GT2-kampanj i FIA GT 2007. Han slutade trea i klassen, vilket även blev hans sammanlagda placering vid ett nytt inhopp för Pescaroloteamet i Le Mans samma år. 2008 vann Collard Sebring 12-timmars sammanlagt tillsammans med Romain Dumas och Timo Bernhard i Porsches och Penskes fabriksstödda LMP2-bil.